# Lamus (rzeka)
Lamus – rzeka płynąca obecnie podziemnym kanałem ceglanym przez centrum Łodzi. Jej cały bieg (wynoszący około 2 km) mieści się w granicach administracyjnych miasta. Według pierwszych ustaleń źródło rzeki znajduje się w okolicy ul. Tuwima lub na Stokach, w pobliżu ulicy Lawinowej, na wysokości około 215 m n.p.m. Kolejne ustalenia Zakładu Wodociągów i Kanalizacji w Łodzi wskazują na lokalizację źródeł Lamusa w okolicy Parku im. St. Staszica. Trudności powodowane są podziemną lokalizacją całego nurtu rzeki, która kończy swój bieg wpadając (również pod powierzchnią gruntu) do Jasienia. Rzeka wzięła swoją nazwę od nazwiska dzierżawców młyna zlokalizowanego przy jej nurcie, a którzy nazwisko Kępa zmienili na Lamus.

## Historia
Rzeka miała swój udział w rozwoju gospodarczym Łodzi. Rejon młyna wodnego Lamusów, dzisiejszy Placu Zwycięstwa dostarczał dużo wody. Świadczą o tym nazwy dawne (Wodny Rynek) i te nadal używane (park Źródliska) okolic wcześniej należących i przylegających do młyna.
Kolejnym po rodzinie Lamus dzierżawcą młyna był Traugott Grohman, który w roku 1842 przejął młyn i tereny wokół niego w dzierżawę wieczystą. Nurt rzeki Lamus został wykorzystany w wybudowanej później przy ul. Tylnej mechanicznej przędzalni bawełny. 
W roku 2016 nurt Lamusa odkryto na Księżym Młynie, w parku u zbiegu ul. Kilińskiego i Tymienieckiego. Ponieważ rzeka płynie podziemnym nurtem kilka metrów pod powierzchnią ziemi, żeby oglądającym łatwiej było dojrzeć rzekę, łódzki Zakład Wodociągów i Kanalizacji zamontował w wylocie kanału specjalne oświetlenie, samodzielnie uruchamiane przez oglądających. Istnieją plany odkrycia rzeki i urządzenia wokół niej terenów zieleni.